# Grote gevlekte landplatworm
De grote gevlekte landplatworm (Obama nungara) is een platworm uit de orde Tricladida.

## Naam
De naam Obama is een samenstelling van de Tupi-woorden oba (betekent blad) en ma (dier). Het verwijst naar het karakteristiek afgeplatte, bladvormige lichaam van het geslacht. Nungara betekent gelijk in het Tupi. Het verwijst naar de gelijkenis van de soort met Obama marmorata.

## Uiterlijke kenmerken
Het is een vrij grote (7–30 cm) landplatworm, breed, afgeplat en bladvormig. De ogen zijn geplaatst in een enkele rij rond de voorrand en in meerdere rijen verder naar achteren langs de zijkant. De rugzijde is gemarmerd licht- tot donkerbruin, soms bijna zwart, en voorzien van zwarte streepjes (striae) in de lengterichting. Een bleke middellijn kan aanwezig zijn door de afwezigheid van deze streepjes.

## Voorkomen
De soort komt oorspronkelijk uit Argentinië. In Nederland is er één (niet bevestigde) vondst in een tuincentrum in Gilze. Hij komt ook voor in England, Spanje, Portugal, Frankrijk, België, Zwitserland en Italië. Platwormen verspreiden zich via de internationale potplantenhandel.

## Algemeen
De worm is tweeslachtig. De soort leeft op het land, nabij zoet water of onder andere vochtige omstandigheden, zoals onder rottend hout in de schaduw. De platworm is een exoot in Nederland en er zijn weinig vindplaatsen.
Platwormen die in Nederland gesignaleerd zijn, kunnen met twee eenvoudige sleutels gedetermineerd worden:
- Zoekkaart
- Digitale soortenzoeker